# Microloxia pasargades
Microloxia pasargades là một loài bướm đêm trong họ Geometridae.